# Кукушка (фильм)
«Куку́шка» — российский фильм Александра Рогожкина, вышедший в 2002 году.
В 2004 году был удостоен Государственной премии Российской Федерации.
Название фильма имеет двоякое значение. С одной стороны «кукушка» — прозвище финских снайперов (коим является один из героев), с другой — имя главной героини в переводе с саамского.
Музыка к фильму создана на основе звуков народных инструментов саами.

## Сюжет
Сентябрь 1944 года. Отступающее немецкое подразделение приковывает к скале Вейкко, бывшего студента, ныне солдата финской армии. Ему оставляют запас еды и воды на несколько дней и снайперскую винтовку Mauser 98k. Чтобы он не сдался в плен, финна переодели в форму СС — теперь он фактически приговорён к смерти… Тем временем обвинённый по доносу и конвоируемый к месту допроса капитан Красной армии Иван неподалёку от прикованного Вейкко попадает под бомбёжку, его конвоиры погибают, а сам он получает контузию. Ивана находит саами Анни и перетаскивает к себе в дом.
В это время Вейкко разжигает линзами своих очков огонь. Многократно разводя над вбитым в скалу металлическим штырём костёр и заливая его холодной водой, он постепенно дробит камень и освобождается. В поисках места, где можно снять цепь, он приходит в жилище Анни.
Иван, Вейкко и Анни говорят на разных языках: русском, финском и северносаамском, в начале фильма звучит и немецкий. Иван не может понять, что Вейкко не из СС, не «фашист» и что для того война закончилась. Он несколько раз пытается убить финна, но из-за слабости после контузии ему это не удаётся. Вейкко и Анни, в свою очередь, полагают, что «Пшолты» (искажённая фраза «Пошёл ты!», которой Иван ответил на просьбу Вейкко назвать своё имя) — имя Ивана.
Немцы сбивают советский самолёт, разбрасывавший листовки на двух языках, в которых сообщается о том, что Финляндия вышла из войны. Иван и Вейкко приходят на место катастрофы, и Иван находит у мертвой лётчицы наган. Вейкко же, узнав, что воевать больше не нужно, схватил свою винтовку без патронов и размахнулся, чтобы зашвырнуть её подальше. Он получает пулю от Ивана, решившего, что тот надумал ударить его. Прочитав листовку, Иван понимает, что финн не был ему врагом, и что всё время пытался объяснить ему именно это. Анни, используя свои шаманские навыки, буквально вытаскивает Вейкко с того света. Наконец, с наступлением зимы оба уходят.
В финальной сцене Анни завершает рассказ об этих событиях двум своим маленьким сыновьям, названным в честь отцов: Вейкко и Пшолты.

## В ролях
| Актёр              | Роль                                                |
| ------------------ | --------------------------------------------------- |
| Анни-Кристина Юусо | Анни (Anni) саами                                   |
| Виллэ Хаапасало    | Вейкко (Veikko) финский снайпер                     |
| Виктор Бычков      | Пшолты (Psolti) капитан Красной армии Иван Картузов |

## Съёмочная группа
- Режиссёр: Александр Рогожкин
- Сценарий: Александр Рогожкин
- Оператор: Андрей Жегалов
- Художник: Владимир Светозаров
- Композитор: Дмитрий Павлов

## Фестивали и призы
- 2002, июнь — XXIV Московский международный кинофестиваль — участие в конкурсной программе:
  - Приз «Серебряный Святой Георгий» за лучшую режиссуру (Александр Рогожкин)
  - Приз «Серебряный Святой Георгий» за лучшую мужскую роль (Вилле Хаапасало)
  - Приз зрительских симпатий
  - Приз ФИПРЕССИ
  - Приз Федерации киноклубов России
- 2002, июль — X «Фестиваль фестивалей» в Санкт-Петербурге — Гран-при «Золотой грифон» за лучший фильм.
- 2002 — Гран-при за лучший фильм «Золото Лістапада» на кинофестивале Листопад в Минске.
- 2002, август — X кинофестиваль Окно в Европу в Выборге — Гран-при фестиваля, Главный приз конкурса игрового кино, Приз за лучшую женскую роль (Анни-Кристина Юусо), 1—2-е место (с фильмом «Звезда») в номинации «Выборгский счёт» (решение жюри и итоги зрительского голосования).
- 2002, октябрь — Международный кинофестиваль «Europa Cinema» в Виареджо (Италия) — участие в конкурсной программе:
  - Главный приз за лучший фильм
  - Приз за режиссуру (Александр Рогожкин)
- 2002, декабрь — 3 премии «Золотой Овен» Национальной гильдии кинокритиков и кинопрессы:
  - за лучший фильм года
  - за лучший сценарий (Александр Рогожкин)
  - за лучшую женскую роль (Анни-Кристина Юусо)
- 2003, февраль — 4 премии «Золотой орёл»:
  - за лучший фильм года
  - за лучшую режиссуру (Александр Рогожкин)
  - за лучший сценарий (Александр Рогожкин)
  - за лучшую мужскую роль (Виктор Бычков)
- 2003, март — 4 премии «Ника»:
  - за лучший фильм года
  - за лучшую режиссуру (Александр Рогожкин)
  - за лучшую женскую роль (Анни-Кристина Юусо)
  - за лучшую работу художника (Владимир Светозаров)
- 2003 — Международный кинофестиваль в Трое (Португалия):
  - Приз за лучший фильм
  - Приз за лучшую женскую роль (Анни-Кристина Юусо)
- 2003 — Международный кинофестиваль в Сан-Франциско — Приз зрительских симпатий
- 2003 — XI кинофестиваль российского кино в Онфлёре (Франция):
  - Гран-при за лучший фильм
  - Приз за лучшую мужскую роль (Виктор Бычков)
  - Приз за лучшую женскую роль (Анни-Кристина Юусо)
- 2004, июнь — Государственная премия Российской Федерации в области литературы и искусства съёмочной группе фильма «Кукушка»[2]:
  - режиссёру и автору сценария Александру Рогожкину
  - продюсеру Сергею Сельянову
  - исполнителям главных ролей Анни-Кристине Юусо, Вилле Хаапасало и Виктору Бычкову
  - оператору Андрею Жегалову
  - художнику Владимиру Светозарову
  - композитору Дмитрию Павлову
  - звукорежиссёрам Анатолию Гудковскому и Сергею Соколову
- 2010, март — VIII международный фестиваль кинематографических дебютов «Дух огня» в Ханты-Мансийске, специальный приз фестиваля «Золотая тайга» за лучший фильм о Великой Отечественной войне, снятый в XXI веке.

## Съёмки
Авторами идеи фильма считаются актёры Виктор Бычков и Вилле Хаапасало, которые успели сдружиться во время съёмок фильма «Особенности национальной охоты» Александра Рогожкина. В этом фильме есть одна из ключевых сцен, когда герои актёров, егерь Кузьмич и финн Райво, ведут оживлённый диалог и прекрасно понимают друг друга, хотя один говорит по-русски, второй по-фински и оба они не знают языка собеседника. Они планировали написать пьесу о русском и финском солдатах, которые во время войны 1939 года случайно попали в Карелию. За пьесу актёры так и не взялись, однако спустя несколько лет Виктор Бычков поделился замыслом с Рогожкиным, и тот за три дня написал сценарий.
Бычков и Рогожкин занялись поиском финансирования фильма. Режиссёра несколько раз вместо Бычкова и Хаапасало на главные роли уговаривали взять других актёров, поскольку существовали опасения, что в серьёзном фильме комические герои «Кузьмич» и «Райво» будут выглядеть довольно нелепо. Рогожкин и сам не до конца верил в успех подобной затеи, однако при минимальных затратах он вынужден был рискнуть.
Хаапасало взял на себя бремя поиска актрисы на главную женскую роль. Планировалось найти актрису лет сорока, которая могла бы знать саамский язык. Об этом совершенно случайно узнала 23-летняя выпускница школы искусств, коренная саами Анни-Кристина Юусо. До фильма «Кукушка» она в кино не снималась, а работала на финском радио и вела передачи на языке саами.
Фильм снимался на Кандалакшских сопках в течение полутора месяцев, чтобы натура в кадре соответствовала происходящим событиям (ключевая дата — 19 сентября, день выхода Финляндии из войны).
Специально для роли Виктор Бычков поправился на 20 килограммов, чтобы уйти от образа Кузьмича из «Особенностей национальной охоты». В одной из сцен его герой в рассказе о своей жизни упоминает, что напарник увёл у него женщину: «Бычков Виктор его звали. И что она в нём нашла? Ни кожи ни рожи».